# رسم معنوي
الرسم المعنوي والمعروف أيضًا باسم الرسم البياني، هو إيديوغرام يستخدم لتمييز الفئات الدلالية للكلمات في النصوص المنطقية التي تساعد على إزالة الغموض عن التفسير. ليس لها نظير مباشر في اللغة المنطوقة، على الرغم من أنها قد تشتق تاريخيًا من الحروف الرسومية للكلمات الحقيقية، وهي تشبه وظيفيًا المصنفات في شرق آسيا ولغات الإشارة. على سبيل المثال، تشمل المحددات الهيروغليفية المصرية رموز الآلهة والأشخاص وأجزاء الجسم والحيوانات والنباتات والكتب/الأفكار المجردة، والتي ساعدت في القراءة، ولكن لم يتم نطق أي منها.

## المسمارية
في النصوص المسمارية للغات السومرية والأكادية والحثية، تسبق أو تتبع العديد من الأسماء كلمة سومرية تعمل كمحدد، هذا يحدد أن الكلمة المرتبطة تنتمي إلى مجموعة دلالية معينة. لم يتم نطق هذه المحددات. في الترجمات الصوتية للسومرية، تتم كتابة المحددات بخط مرتفع في حالة الأحرف الصغيرة. لا يمكن دائمًا تحديد ما إذا كانت علامة معينة مجرد حتمية (غير منطوقة) أو تهجئة منطقية لكلمة يُقصد نطقها بشكل لا لبس فيه لأن استخدامها ليس دائمًا متسقًا.
- 𒁹 (1 أو م) للأسماء الشخصية للذكور
- 𒊩 (و) للاسم الشخصي للمرأة
- 𒄑 (GIŠ) للأشجار وكل الأشياء المصنوعة من الخشب
- 𒆳 (KUR) للدول
- 𒌷 (URU) للمدن (ولكن غالبًا ما يخلف KI)
- 𒇽 (LÚ) للناس والمهن
- 𒇽𒈨𒌍 (LÚ.MEŠ) للأعراق أو عدة أشخاص
- 𒀭 (DINGIR) أو D للآلهة والآلهة الأخرى
- 𒂍 (É) للمباني ومعابد
- 𒀯 (MUL) للنجوم والأبراج
- 𒀀𒇉 (ÍD) قبل الترع أو الأنهار في النصوص الإدارية
- 𒄷 (موين) للطيور.

## المصريّة
في الكتابة الهيروغليفية المصرية القديمة، جاءت المحددات في نهاية الكلمة. تتميز كل كلمة تقريبًا - الأسماء والأفعال والصفات - بمُحدد، يصبح بعضها محددًا إلى حد ما: «شعير صعيد مصر» أو «إفرازات». يُعتقد أنه تم استخدامها بقدر استخدام مقسمات الكلمات لإزالة الغموض الدلالي. لا يتمُّ نسخ المحددات بشكل عام، ولكن عندما يتم نسخها، يتم نسخها برقمها في قائمة تسجيل جاردنر.

## الصينيّة
حوالي 90٪ من الأحرف الصينية هي مركبات حتمية لفظية. يتم الجمع بين العنصر الصوتي والمقرر (يسمى جذري) لتشكيل حرف رسومي واحد. لقد تغير معنى الحروف ونطقها على مدى آلاف السنين، لدرجة أن المحددات والعناصر الصوتية ليست دائمًا أدلة موثوقة؛ ومع ذلك، لا تزال الجذور مهمة لفهرسة الأحرف كما هو الحال في القاموس.

## قراءة متعمّقة
- Edzard، Dietz Otto (2003). Sumerian Grammar. Handbook of Oriental Studies. Atlanta: Society of Biblical Literature. ج. 71. ISBN:1-58983-252-3.